# Beloved Infidel
Beloved Infidel (bra: O Ídolo de Cristal; prt: A Amada Infiel) é um filme estadunidense de 1959, do gênero drama romântico-biográfico, dirigido por Henry King, com roteiro de Sy Bartlett baseado nas memórias de Sheilah Graham e Gerold Frank sobre os últimos anos da vida do romancista F. Scott Fitzgerald.

## Elenco principal
- Gregory Peck...F. Scott Fitzgerald
- Deborah Kerr...Sheilah Graham
- Eddie Albert...Carter

## Sinopse
O filme começa em 1936, com a chegada a Nova Iorque da jornalista britânica Sheilah Graham, especializada em colunas sociais. Ela começa na Mirror e depois se torna correspondente em Hollywood. Numa festa de seu amigo ator Carter, Sheilah conhece o escritor F.Scott Fitzgerald e ambos se apaixonam, mas não podem porque Scott é casado com Zelda, internada numa instituição para doentes mentais. Os custos do hospital e dos estudos do filho levam Scott parar de escrever romances e mudar-se para Hollywood para tentar a carreira de roteirista, mas seria atrapalhado pelo alcoolismo.